# Lonchodactylus
Lonchodactylus is een geslacht van kreeftachtigen uit de klasse van de Malacostraca (hogere kreeftachtigen).

## Soort
- Lonchodactylus messingi Tavares & Lemaitre, 1996